# Københavns Hovedbanegård
Københavns Hovebanegård (z duń. Kopenhaga Centralna) – największa stacja kolejowa w Kopenhadze, i zarazem w Danii, druga pod względem liczby pasażerów (razem z koleją miejską i metrem).